# 대한민국 형법 제203조
대한민국 형법 제203조는 아편에 관한 죄의 상습범의 처벌에 관한 형법 각칙의 조문이다.

## 조문
제203조 【상습범】
상습으로 전5조의 죄를 범한 때에는 각조에 정한 형의 2분의 1까지 가중한다.

전5조는 형법 제198조의 아편 제조죄, 형법 제199조의 아편흡식기의 제조죄, 형법 제200조의 세관 공무원의 아편 등의 수입죄, 형법 제201조의 아편흡식과 장소제공죄 및 이 죄의 미수범을 말한다.